# Renaud III de Bourgogne
 (octobre 2023).
Si vous disposez d'ouvrages ou d'articles de référence ou si vous connaissez des sites web de qualité traitant du thème abordé ici, merci de compléter l'article en donnant les références utiles à sa vérifiabilité et en les liant à la section « Notes et références ».
Renaud III de Bourgogne ou Rainaud (vers 1093-1148) comte de Bourgogne et comte de Mâcon (conjointement avec son frère Guillaume IV de Bourgogne) et comte de Vienne.
Fils du comte Étienne Ier de Bourgogne, il est le père de la comtesse Béatrice Ire de Bourgogne et le neveu par son père du pape Calixte II.

## Biographie
Il naît en 1093. Fils du comte Étienne Ier de Bourgogne et de Béatrice de Lorraine (fille du duc Gérard Ier de Lorraine).
En 1102 à l'âge de 9 ans, il succède en tant que comte de Mâcon à son père qui meurt en croisades à l'âge de 37 ans.
En 1127, il devient comte palatin de Bourgogne à la suite de l'assassinat de son cousin Guillaume III de Bourgogne.
En 1130, il épouse Agathe de Lorraine (fille du duc Simon Ier de Lorraine et d'Adélaïde dont la filiation n'est pas certaine ; de Louvain ou de Supplimbourg).
En 1145, naissance de sa fille unique Béatrice Ire de Bourgogne.
Au mois d'avril 1147, son épouse Agathe de Lorraine décède sans héritier mâle.
Il voulut s'affranchir de la tutelle de l'empereur du Saint-Empire romain germanique Conrad III de Hohenstaufen, mais il fut défait par le duc Conrad Ier de Zähringen et dut abandonner toutes ses terres à l'est du massif du Jura. À la suite de cet évènement il fut surnommé le franc-comte lequel serait à l'origine de nom de la région Franche-Comté.
Il meurt en 1148, probablement le 12 février à l'âge de 55 ans, et est inhumé à Saint-Etienne de Besançon. Sa fille unique la comtesse Béatrice Ire de Bourgogne lui succède et devient en 1156 impératrice du Saint-Empire romain germanique par mariage avec l'empereur germanique Frédéric Barberousse. Elle apporte en dot le comté de Bourgogne Cisjurane et la Provence. 

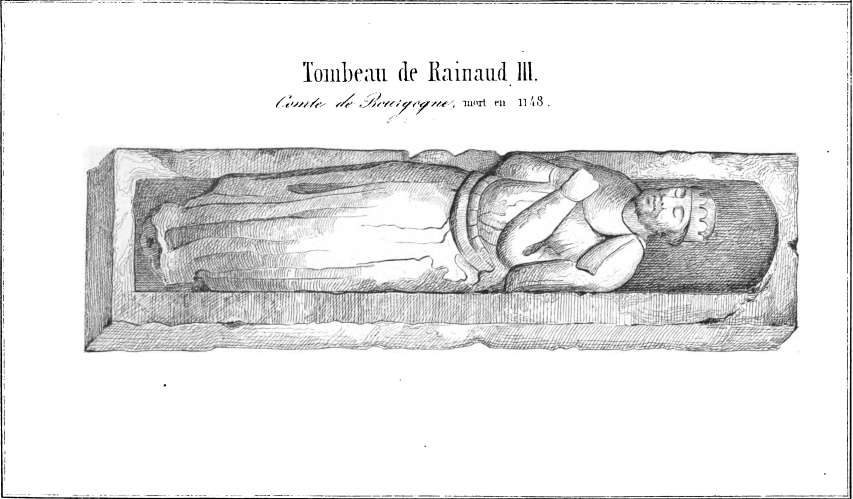
Gisant de Renaud III de Bourgogne à l'ancienne église Saint-Etienne de Besançon.